# Христо Кривошиев
Христо Георгиев Кривошиев е български революционер, деец на Вътрешната македоно-одринска революционна организация.

## Биография
Кривошиев е роден в или около 1871 година в град Дойран, тогава в Османската империя, днес в Северна Македония. През 1895 година се присъединява към ВМОРО, посветен от учителя Кондовчето от Костур. Като легален работник на организацията пренася оръжие до Мирчевия хан в Солун. При Солунските атентати от 1903 година е арестуван и бит „безбожно“. След излизането от затвора става нелегален, като се присъединява към четата на Кръстьо Асенов, която тогава е в Кукушко. Участва в бомбардирането на железопътната линия при Гевгели. Прибира се в България. След амнистията в 1904 година се връща в Солун, а оттам в Дойран.
При сръбското навлизане в Дойран бяга през Беласица в Струмица, оставяйки семейството си в Дойран. През 1914 година участва в бомбардирането на моста при Демир Капия и отново се връща в Струмица. Емигрира в България и се настанява в Пловдив.
На 26 февруари 1943 година, като жител на Пловдив, подава молба за българска народна пенсия. Молбата е одобрена и пенсията е отпусната от Министерския съвет на Царство България.